# Cathaya
Cathaya és un gènere de coníferes de la família Pinaceae que conté en l'actualitat amb una sola espècie, Cathaya argyrophylla.
Cathaya és un membre de la subfamília Laricoideae, estretament relacionada amb els gèneres Pseudotsuga i Larix. Una segona espècie, C. nanchuanensis, ara es considera com el seu sinònim.

## Característiques
Les fules són aciculars de 2,5-5 cm de llarg, tenen els marges ciliats de joves i es disposen espiralment. Les pinyes fan 3-5 cm de llarg i les llavors són alades.

## Distribució
Cathaya està confinat a una zona limitada del sud de la Xina, a les províncies de Guangxi, Guizhou, Hunan i sud-est de Sichuan. Es troba a les muntanyes a altituds d'entre 950-1800 m en sòls calcaris.
S'han trobat fòssils d'aquest gènere a dipòsits de carbó d'Europa datats de 10 a 30 milions d'anys enrere.